# USS Tabberer (DE-418)
USS Tabberer (DE-418) là một tàu hộ tống khu trục lớp John C. Butler từng phục vụ cùng Hải quân Hoa Kỳ trong Chiến tranh Thế giới thứ hai. Nó là chiếc tàu chiến duy nhất của Hải quân Hoa Kỳ được đặt cái tên này, theo tên Trung úy Hải quân Charles Arthur Tabberer (1915–1942), phi công từng phục vụ cùng Liên đội Tiêm kích VF-5 trên tàu sân bay Yorktown (CV-5) trước khi được điều sang tàu sân bay Saratoga (CV-3), đã tử trận tại Guadalcanal vào ngày 7 tháng 8, 1942 và được truy tặng Huân chương Chữ thập bay Dũng cảm. Nó đã phục vụ trong suốt Thế chiến II, từng chịu đựng cơn bão Cobra ập xuống Đệ Tam hạm đội vào tháng 12, 1944, rồi được cho ngừng hoạt động sau khi xung đột chấm dứt vào năm 1946. Con tàu được huy động trở lại để tiếp tục tham gia trong cuộc Chiến tranh Lạnh từ năm 1951 đến năm 1960. Nó cuối cùng bị bán để tháo dỡ vào năm 1973. Tabberer được tặng thưởng danh hiệu Đơn vị Tuyên dương Hải quân cùng bốn Ngôi sao Chiến trận do thành tích phục vụ trong Thế Chiến II.

## Thiết kế và chế tạo
Lớp John C. Butler được thiết kế nhằm đáp ứng nhu cầu một số lượng lớn nhưng rẻ tiền của một kiểu tàu hộ tống chống tàu ngầm để hộ tống các đoàn tàu vận tải vượt đại dương. Chúng có chiều dài chung 306 foot (93,3 m), mạn tàu rộng 36 foot 10 inch (11,2 m) và mớn nước 13 foot 4 inch (4,1 m), trọng lượng choán nước tiêu chuẩn 1.350 tấn Anh (1.372 t), và lên đến 1.745 tấn Anh (1.773 t) khi đầy tải, với một thủy thủ đoàn bao gồm 14 sĩ quan và 201 thủy thủ. Con tàu được vận hành bởi hai turbine hơi nước hộp số Westinghouse; hơi nước được cung cấp bởi hai nồi hơi "D" Express, tạo ra công suất 12.000 mã lực càng (8.900 kW) và cho phép đạt được tốc độ tối đa 24 hải lý trên giờ (44 km/h; 28 mph). Nó có tầm hoạt động 6.000 hải lý (11.000 km; 6.900 mi) ở tốc độ đường trường 12 hải lý trên giờ (22 km/h; 14 mph).
Dàn vũ khí chính bao gồm hai tháp pháo 5-inch/38 caliber đa dụng nòng đơn, được dẫn đường bởi hệ thống điều khiển hỏa lực Mark 51; vũ khí phòng không gồm hai khẩu đội Bofors 40 mm L/60 nòng đôi và mười khẩu Oerlikon 20 mm nòng đơn cũng được dẫn đường bởi hệ thống Mark 51. Ngoài ba ống phóng ngư lôi 21 inch (533 mm), vũ khí chống ngầm bao gồm hai đường ray thả mìn sâu, tám máy phóng mìn sâu K-gun cùng một dàn súng cối chống ngầm Hedgehog. Con tàu được trang bị sonar kiểu QC, radar dò tìm mặt biển SL và radar dò tìm không trung SA.
Tabberer được đặt lườn tại xưởng tàu của hãng Brown Shipbuilding Co. ở Houston, Texas vào ngày 12 tháng 1, 1944. Nó được hạ thủy vào ngày 18 tháng 2, 1944, được đỡ đầu bởi bà Mary M. Tabberer, vợ góa của Trung úy Tabberer, và được cho nhập biên chế cùng Hải quân Hoa Kỳ vào ngày 23 tháng 5, 1944 dưới quyền chỉ huy của Hạm trưởng, Thiếu tá Hải quân Henry Lee Plage.

## Lịch sử hoạt động

### 1944
Sau khi hoàn tất việc trang bị, Tabberer lên đường vào ngày 27 tháng 6, 1944 cho chuyến đi chạy thử máy huấn luyện tại khu vực Bermuda, và sau đó được sửa chữa sau chạy thử máy tại Xưởng hải quân Boston. Chuẩn bị để được điều động sang khu vực Mặt trận Thái Bình Dương, nó lên đường vào ngày 16 tháng 8, hộ tống cho tàu tiếp dầu Severn (AO-61) băng qua kênh đào Panama để đi sang khu vực quần đảo Hawaii, đi đến Trân Châu Cảng vào ngày 7 tháng 9. Trong một tháng tiếp theo nó thực hành huấn luyện tại khu vực phụ cận Oahu, thực tập chống tàu ngầm và thực hành tác xạ, cũng như hộ tống cho các tàu sân bay Coral Sea (CVE-57), Ranger (CV-4) và Saratoga (CV-3) trong các hoạt động huấn luyện bay đêm và thực hành đổ bộ.
Tham gia Đội đặc nhiệm 12.7, một đội tìm-diệt tàu ngầm được hình thành chung quanh tàu sân bay hộ tống Anzio (CVE-57) (trước đây mang tên Coral Sea), Tabberer rời Trân Châu Cảng vào ngày 16 tháng 10 và đi đến Eniwetok vào ngày 23 tháng 10, nơi đơn vị gia nhập Đệ Tam hạm đội dưới quyền Đô đốc William Halsey Jr. và được đổi tên thành Đội đặc nhiệm 30.7. Họ rời Eniwetok vào ngày 27 tháng 10, ghé đến Ulithi vào đầu tháng 11 trước khi lên đường để càn quét chống tàu ngầm tại khu vực hẹn tiếp nhiên liệu của Đệ Tam hạm đội.
Vào ngày 18 tháng 11, Đội đặc nhiệm 30.7 ghi được chiến công chống ngầm đầu tiên khi tàu chị em của Tabberer là Lawrence C. Taylor (DE-415) đã phối hợp cùng một tàu chị em khác là Melvin R. Nawman (DE-416), tấn công bằng mìn sâu đánh chìm được chiếc tàu ngầm Nhật Bản I-41. Sau khi được tiếp nhiên liệu tại Ulithi, nó lại cùng Đội đặc nhiệm 30.7 lên đường vào ngày 9 tháng 12 để hoạt động càn quét chống tàu ngầm về phía Bắc vị trí của Lực lượng Đặc nhiệm 38, vốn đang không kích các sân bay tại Luzon, Philippines để hỗ trợ cho cuộc đổ bộ lên Mindoro.
Vào ngày 17 tháng 12, Tabberer đang tháp tùng một đội tiếp nhiên liệu của Đệ Tam hạm đội tại vùng biển phía Đông quần đảo Philippine, hoàn cảnh thời tiết xấu làm gián đoạn việc tiếp nhiên liệu. Khi Đệ Tam hạm đội bị lọt vào giữa trung tâm của cơn bão Cobra vào ngày hôm sau, con tàu chịu đựng gió mạnh và những cơn sóng cao, bị lắc nghiêng đến 60 độ và bị hư hại cột ăn-ten vô tuyến lúc 18 giờ 30 phút tối. Đến 21 giờ 30 phút, trong lúc nỗ lực lắp một ăn-ten vô tuyến khẩn cấp, họ phát hiện và cứu vớt một thủy thủ trôi nổi trên biển vốn từ tàu khu trục Hull (DD-350) đã bị chìm do bão từ trưa hôm đó. Hạm trưởng của Tabberer quyết định lên đường để tìm kiếm những người sống sót khác; rồi trong suốt ngày 19 tháng 12 và bước sang ngày 20 tháng 12, nó đã cứu vớt tổng cộng 55 sĩ quan và thủy thủ của Hull và của tàu khu trục Spence (DD-512). Sau đó nó được thay phiên bởi các tàu khác thuộc Đệ Tam hạm đội, và họ đã cứu vớt thêm 36 người, một số từ chiếc tàu khu trục thứ ba bị đắm là Monaghan (DD-354). Tabberer được tặng thưởng danh hiệu Đơn vị Tuyên dương Hải quân do đã hành động dũng cảm để cứu những nạn nhân trong tai họa này.

### 1945-1946
Đi đến Ulithi vào ngày 21 tháng 12, Tabberer  tiếp tục hành trình quay trở về quần đảo Hawaii, ghé đến Eniwetok vào đầu tháng 1, 1945 trước khi đến Oahu. Sau khi được bảo trì, nó rời Trân Châu Cảng vào ngày 29 tháng 1, đi ngang qua Eniwetok và Saipan để tham gia thành phần hộ tống cho Lực lượng Đặc nhiệm 58, đang hỗ trợ cho lực lượng Thủy quân Lục chiến đổ bộ lên Iwo Jima vào ngày 19 tháng 2. Nó tiếp tục ở lại vùng biển quần đảo Volcano cho đến đầu tháng 3, tuần tra chống tàu ngầm và phòng không để bảo vệ cho các tàu sân bay, rồi sau đó lên đường đi sang Philippines vào ngày 7 tháng 3, và đi đến vịnh San Pedro tại Leyte vào ngày 12 tháng 3.
Từ cuối tháng 3 đến đầu tháng 5, Tabberer hoạt động cùng những đội đặc nhiệm khác nhau của Lực lượng Đặc nhiệm 38 trong chiến dịch đổ bộ lên Okinawa, bảo vệ cho các tàu sân bay hạm đội khỏi mối đe dọa của tàu ngầm và máy bay đối phương trong khi máy bay của họ không kích các mục tiêu đối phương trên bộ. Trong suốt 52 ngày hoạt động cùng hạm đội, nó nhiều lần phát hiện máy bay đối phương nhưng không bị tấn công, và thường xuyên tham gia cùng Anzio để tuần tra chống tàu ngầm ban đêm chung quanh đội hình hạm đội. 
Đi đến Apra Harbor, Guam vào ngày 11 tháng 5, Tabberer được tiếp liệu, sửa chữa và nghỉ ngơi trước khi lại lên đường vào ngày 23 tháng 5, cùng Anzio hoạt động tìm-diệt tàu ngầm dọc theo các tuyến hàng hải giữa Okinawa và quần đảo Mariana. Vào sáng ngày 31 tháng 5, một máy bay TBF Avenger của Anzio đã phát hiện I-361 đang di chuyển trên mặt nước, và đánh chìm đối thủ với một quả ngư lôi Mark 24. Tabberer cùng với tàu chị em Oliver Mitchell (DE-417) đã đi đến hiện trường để xác nhận tàu ngầm đối phương đã bị tiêu diệt, và thu thập mảnh vỡ cho hoạt động tình báo. Con tàu ghé đến vịnh San Pedro, Leyte để tiếp liệu trước khi tiếp tục hoạt động tuần tra chống tàu ngầm, và sau đó hộ tống cho các đội tiếp liệu phục vụ cho Đệ Tam hạm đội đang tiến hành không kích xuống các đảo chính quốc Nhật Bản. Nó từng phá hủy các quả thủy lôi trôi nổi trên biển bằng hải pháo, và từng giải cứu bốn thành viên đội bay của Anzio bị rơi trên biển. 
Sau khi Nhật Bản chấp nhận đầu hàng vào ngày 15 tháng 8, giúp chấm dứt vĩnh viễn cuộc xung đột, tiếp tục ở lại khu vực Viễn Đông để hỗ trợ cho hoạt động của lực lượng chiếm đóng. Nó đã hộ tống cho tàu bè đi lại giữa Okinawa với Jinsen (nay là Incheon), Triều Tiên; Thiên Tân và Đại Cô Khẩu, Trung Quốc, cũng như phá hủy thủy lôi trôi nổi trên biển Hoàng Hải. Nó khởi hành từ Thanh Đảo vào ngày 22 tháng 12 để quay trở về Hoa Kỳ, ghé qua Okinawa, Eniwetok và Trân Châu Cảng trước khi về đến San Francisco, California vào ngày 15 tháng 1, 1946, rồi chuyển đến San Diego, California, nơi nó được cho xuất biên chế vào ngày 24 tháng 4, 1946, và được đưa về Hạm đội Dự bị Thái Bình Dương.

### 1951 - 1959
Sau khi cuộc Chiến tranh Triều Tiên bùng nổ, Tabberer được cho nhập biên chế trở lại tại San Diego vào ngày 7 tháng 4, 1951 dưới quyền chỉ huy của Hạm trưởng, Thiếu tá Hải quân Willard J. McNulty. Đến tháng 6, nó chuyển cảng nhà từ San Diego đến Newport, Rhode Island tại vùng bờ Đông, rồi trình diện để phục vụ cùng Hạm đội Đại Tây Dương vào tháng 8. Trong suốt chín năm tiếp theo, nó hoạt động dọc theo bờ biển Đại Tây Dương, trải dài từ Key West, Florida cho đến Halifax, Nova Scotia, cũng như thường xuyên thực hành tại vùng biển Caribe gần vịnh Guantánamo, Cuba và Vieques, Puerto Rico. Con tàu đã tham gia nhiều cuộc thực hành và tập trận, và thực hiện các chuyến đi huấn luyện vào mùa Hè dành cho học viên sĩ quan thuộc Học viện Hải quân Hoa Kỳ và nhân sự của Hải quân Dự bị Hoa Kỳ. Vào mùa Thu năm 1957, chiếc tàu hộ tống từng vượt Đại Tây Dương cho một đợt hoạt động kéo dài hai tháng tại vùng biển Địa Trung Hải.
Đi đến Philadelphia, Pennsylvania vào ngày 19 tháng 4, 1959, Tabberer được chuẩn bị để ngừng hoạt động. Nó được cho xuất biên chế lần sau cùng vào tháng 5, 1960 và neo đậu tại Philadelphia. Tên nó được cho rút khỏi danh sách Đăng bạ Hải quân vào ngày 1 tháng 8, 1972, và con tàu bị bán cho David Hahn tại Key West, Florida để tháo dỡ vào ngày 3 tháng 10, 1973.

## Phần thưởng
Tabberer được tặng thưởng danh hiệu Đơn vị Tuyên dương Hải quân cùng bốn Ngôi sao Chiến trận do thành tích phục vụ trong Thế Chiến II.
|  |                                                       |  |
|  | Bronze star · Bronze star · Bronze star · Bronze star |  |
|  |                                                       |  |

| Dãi băng Hoạt động Tác chiến (truy tặng) | Dãi băng Hoạt động Tác chiến (truy tặng)                                | Đơn vị Tuyên dương Hải quân                                             | Đơn vị Tuyên dương Hải quân                    |
| Huân chương Chiến dịch Hoa Kỳ            | Huân chương Chiến dịch Châu Á-Thái Bình Dương với 4 Ngôi sao Chiến trận | Huân chương Chiến dịch Châu Á-Thái Bình Dương với 4 Ngôi sao Chiến trận | Huân chương Chiến thắng Thế Chiến II           |
| Huân chương Phục vụ Chiếm đóng Hải quân  | Huân chương Phục vụ Phòng vệ Quốc gia                                   | Huân chương Phục vụ Phòng vệ Quốc gia                                   | Huân chương Giải phóng Philippine (Philippine) |